# Bălănești, Nisporeni
Bălănești este satul de reședință al comunei cu același nume  din raionul Nisporeni, Republica Moldova.

## Așezare
Satul se află la distanța de 85 km de Chișinău. Pădurea satului Bălănești constituie o parte din brâul vestic central forestier, care începe în raionul Strășeni și se termină în raionul Ungheni. Tot în Bălănești, pe versantul vestic de nord, se află punctul geografic care denotă cea mai mare altitudine în țară, 436 m. În trecut acesta purta denumirea „Piscul lui Miron”, ca omagiu adus acelui țăran răzeș care deținea pământul din deal.
În preajma satului este amplasată rezervația peisagistică Cazimir–Milești.

## Istorie
Satul Bălănești este menționat documentar pentru prima dată în anul 1437:
„Suret de pe uric vechiu pe sârbie de la Ilie și Ștefan voievod, domnii Țării Moldovei, scris în Vaslui, de Oancea logofăt, din leat 6945 <1437> octombrie 5.

Cu mila lui Dumnezeu, noi, Ilie voievod, binecredinciosul domnu și stăpânului nostru Isus Hristos, și cu fratele domnii mele, Ștefan voievod, domnul Țării Moldovei. Precum am binevoit cu a noastră bunăvoință cu toată bunăvoia noastră și cu agiutoriul de la Dumnezeu, ca să înnoim și să întărim Mănăstirea de la Poiana a Sfântului Necolae și am adaos la dânsa dintr-a noastră avere încât să se poate hrăni acei ce se vor afla într-însa, sate anume: unde au fost Mihăila Roca, și Răpcinți, și Rădăuții, și unde este Bălan, și unde este Drăgota, și unde este Șandru, și unde este Petre Bumbotă și un loc de pustiu din gios de Bumbotă, într-o vale.”

## Personalități marcante
- Grigorie Adam (1914-1946), scriitor
- Mihai Curagău (1943-2016), actor de teatru și film